# سیارک ۱۶۴۴
سیارک ۱۶۴۴ (به انگلیسی: 1644 Rafita، نامگذاری:1935YA) هزار و ششصد و چهل و چهارمین سیارک کشف شده‌است که در ۱۶ دسامبر ۱۹۳۵ کشف شد.
قدر مطلق سیارک برابر ۱۱٫۸۲ است.